# Pseudocyba
Pseudocyba Tanasevič, 1984 è un genere di ragni appartenente alla famiglia Linyphiidae.

## Distribuzione
L'unica specie oggi attribuita a questo genere è stata reperita in Russia.

## Tassonomia
A giugno 2012, si compone di una specie:
- Pseudocyba miracula Tanasevič, 1984[3] — Russia